# Foudre-Klasse (1990)
Die Foudre-Klasse ist eine Klasse von Docklandungsschiffen der französischen Marine. Die französische Bezeichnung ist Transport de chalands de débarquement (TCD), auf Deutsch etwa Landungsboottransporter. Die NATO-Typenbezeichnung ist Landing Ship Dock (LSD).
Die Foudre-Klasse bestand aus den zwei Schiffen Foudre und Siroco, die sich geringfügig unterscheiden. Beide gehörten zur Force d'action navale (FAN), dem Überwassereinsatzverband der französischen Marine. Die Namen bezeichnen meteorologische Erscheinungen (Foudre = Blitz; Siroco = Scirocco).
Die Foudre wurde 2011 an Chile verkauft und dient seitdem als Sargento Aldea (LSDH-91) in der chilenischen Marine, die Siroco (G-40) folgte 2015 als Bahia nach Brasilien.

## Geschichte

### Marine nationale
Foudre wurde 1986 auf Kiel gelegt, lief 1988 vom Stapel und wurde 1990 in Dienst gestellt. Siroco folgte mit acht Jahren Abstand.
Beide Schiffe haben an zahlreichen Operationen teilgenommen, darunter
- Unterstützung der „Extraction Force“ (XFOR) in Mazedonien während des Kosovokriegs 1999 (Foudre)
- Unterstützung der internationalen Schutztruppe INTERFET in Osttimor (Siroco 1999)
- Überwachung der westafrikanischen Küste im Rahmen der Operation „Corymbe“ (Siroco 1999, 2004, 2006, 2007, 2009;Foudre 2000, 2003, 2006/7, 2009, 2010)
- Evakuierung von ausländischen Staatsbürgern aus dem Libanon (Siroco 2006)
- Unterstützung der Hilfsmaßnahmen nach dem Erdbeben in Haiti 2010 (Siroco)

Außerdem waren beide Schiffe für Präsenzaufgaben im Indischen Ozean unter Führung des dortigen Marinekommandos ALINDIEN eingesetzt.

### Verkauf nach Südamerika
2011 wurde die Foudre an Chile verkauft und am 22. Dezember 2011 von der französischen Marine außer Dienst gestellt. Einen Tag später wurde das Schiff an die chilenische Marine übergeben und von dieser als Sargento Aldea (LSDH-91) in Dienst gestellt. Foudre wurde durch Zulauf des dritten Schiffes der Mistral-Klasse Dixmude ersetzt. Der neue Heimathafen der Sargento Aldeaist seit 2013 Talcahuano.
Benannt wurde das Schiff nach Sargento Juan de Dios Aldea Fonseca, der an der Seite des chilenischen Seehelden Arturo Prat im Salpeterkrieg 1879 tödlich verwundet wurde.
Die Siroco wurde 2015 an Brasilien verkauft. Kleinere Umbauten erfolgten in Frankreich, so wurden die 30-mm- durch 20-mm-Geschütze ersetzt. Ende des Jahres wurde sie an die brasilianische Marine übergeben, in Bahia (G-40) umbenannt und am 10. März 2016 in Toulon in Dienst gestellt. Sie lief von dort am 17. März in Richtung ihres zukünftigen Heimathafens Rio de Janeiro aus.

## Aufgaben
Aufgabe der Schiffe der Foudre-Klasse ist es, mit amphibischen Mitteln Truppen in Stärke eines mechanisierten Regiments über unvorbereitete Strände und in unsicheren Gebieten anzulanden. Als Nebenaufgabe können sie logistische Unterstützung für die Flotte, für Evakuierungen und bei humanitären Hilfsoperationen leisten. Sie können zur Führung eines Verbandes eingesetzt werden.

## Technik

### Dock und Stauraum

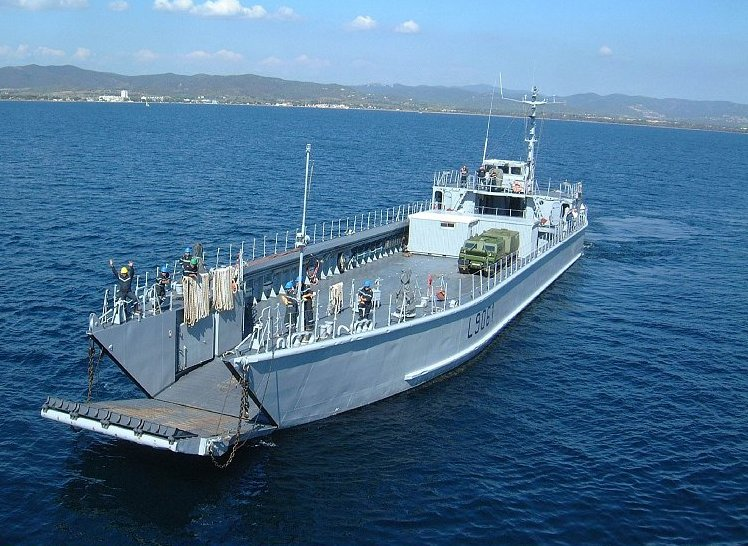
Landungsboot Rapiere des Typs CDIC

Das wesentliche Konstruktionsmerkmal der Foudre-Klasse ist das Welldeck mit einer Fläche von 1732 m², das sich über drei Viertel der Schiffslänge erstreckt. Dieses Dock dient der Aufnahme verschiedener Typen kleinerer Fahrzeuge. Gleichzeitig können acht bis zehn Landungsboote des Typs CTM oder zwei des Typs CDIC mitgeführt werden. Die Normalbeladung sind ein CDIC und vier CTM. Statt dieser Landungsfahrzeuge können auch andere Boote transportiert werden. Ein weiterer Stauraum von 1000 m² steht für die Aufnahme von Kraftfahrzeugen und Fracht zur Verfügung. Er kann über eine an der Backbordseite befindliche Laderampe beladen werden. Für den Transport zwischen den Decks gibt es einen Aufzug mit 52 t Tragkraft.

### Hubschraubereinrichtungen

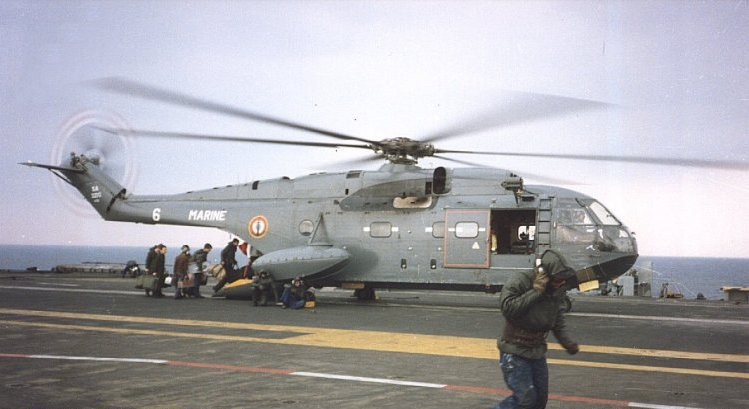
Hubschrauber Sud-Aviation SA321 Super Frelon

Die Schiffe können vier mittlere oder zwei schwere Hubschrauber in einem Hangar mitführen. Auf dem Landedeck der Foudre sind zwei Helipads vorhanden. Ein dritter befindet sich etwas tiefer gelegen über dem hinteren, zu öffnenden Teil des Welldecks. Auf der Siroco ist das Landedeck etwas verlängert.

### Weitere Ausstattung
Beide Schiffe sind für die Führung von Marineverbänden und amphibischen Operationen ausgestattet und können die dafür erforderlichen militärischen Stäbe aufnehmen.
Das Schiffslazarett ist ähnlich einem Marineeinsatzrettungszentrum auf die Versorgung einer größeren Zahl von Patienten eingerichtet. Es umfasst zwei Operationssäle, zwei Intensivbetten, davon eines für Brandverletzte, und mehrere Labors.

## Weblinks

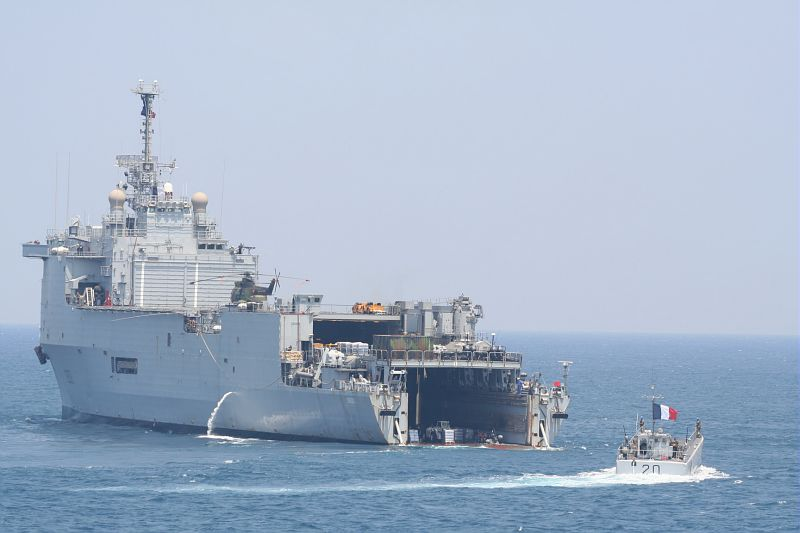
Siroco mit geöffnetem Dock, anlaufendem Landungsboot, Hubschrauber an Deck